# Stahlnetz: Ein Toter zuviel
Ein Toter zuviel ist der 22. Kriminalfilm der Fernsehreihe Stahlnetz. Die deutsche Erstausstrahlung erfolgte am 14. März 1968 im Ersten Programm der ARD.

## Handlung
Der Transportunternehmer Heinz Kögler steckt in finanziellen Schwierigkeiten. Seiner Bank stellt er zwei Wechsel über 108.000 D-Mark aus. Von seinem vorbestraften Mitarbeiter Helmut Wischer lässt er ein Maschinengewehr stehlen. In der Nacht davor hatte Wischer bereits einen weiteren Einbruch bei seinem ehemaligen Arbeitgeber begangen und dort neben Bargeld und Wertgegenständen auch eine Pistole mitgehen lassen, so dass Kriminalhauptmeister Ebert vom Einbruchsdezernat ihm nach kurzer Zeit auf die Spur kommt. Bereits jetzt sieht Kögler ein Risiko in seinem Mitarbeiter, doch auf seine Anweisung hin raubt Wischer mit der MP und der Pistole bewaffnet gemeinsam mit Josef Krützefeld, einem weiteren, ebenfalls vorbestraften Angestellten Köglers, in der Folgezeit verschiedene Banken aus. 
Da Kögler in den Besitz der Wechsel gelangen will, überfallen Wischer und Krützefeld den Filialleiter der Bank und zwingen ihn, den Tresor zu öffnen. Um der Forderung Nachdruck zu verleihen, gibt Wischer aus seiner Pistole einen Schuss in den Boden ab. Als Kögler nach den Wechseln fragt, geben sich seine Mitarbeiter ahnungslos, doch Wischer passt seinen Chef später ab und erklärt ihm, im Besitz der Wechsel zu sein. Er fordert von ihm 20.000 D-Mark für die Herausgabe der Papiere. Kögler geht zum Schein auf die Erpressung ein und fährt mit Wischer am späten Abend hinter die belgische Grenze, wo angeblich das Geld aus den Banküberfällen versteckt sei. Wischer ahnt nicht, dass sich auch Krützefeld im Auto befindet. Dieser erschießt Wischer auf ein verabredetes Zeichen Köglers hin, macht sein Gesicht durch Säure unkenntlich, entkleidet die Leiche und vergräbt sie.
Noch in derselben Nacht stürzt in unmittelbarer Nähe eine Privatmaschine mit zwei Personen an Bord ab. Die Einsatzkräfte finden am Unglücksort eine dritte Leiche, die von Wischer. Kommissar Dormier von der belgischen Polizei informiert seine deutschen Kollegen und die können anhand von Fingerabdrücken die Identität des Toten ermitteln. Die Mordkommission unter der Leitung von Hauptkommissar Schilling findet heraus, dass die Kugel, die Wischer in den Boden der Bank abgegeben hatte, und die, mit der er getötet wurde, aus derselben Waffe stammen. Befragt, ob ihr Mann in letzter Zeit Besuch erhalten habe, erzählt Frau Wischer von einem Architekten Schwarzer, der sie wegen eines Bauprojektes aufgesucht habe, da ihr Mann gelernter Maurer sei. Schilling kommt dies Vorgehen merkwürdig vor, umso mehr da es in der Umgebung keinen Architekten dieses oder ähnlichen Namens gibt. 
Filialleiter Dehmel erkennt in Wischer einen der beiden Männer, die ihn überfallen haben. Hauptmeister Ebert lässt sich von Wischers Frau verschiedene Fotos von ihrem Mann geben, auf einem davon identifiziert Dehmel Krützefeld als zweiten Täter, der daraufhin festgenommen wird. Frau Wischer versichert allerdings, dass dies nicht der Mann sei, der sich als Architekt Schwarzer ausgegeben habe. Schilling lässt deshalb eine Phantomzeichnung anfertigen und erkennt darauf Kögler. Durch eine List gegenüber Krützefeld gelingt es ihm, den Transportunternehmer als Drahtzieher zu entlarven. Schillings Mitarbeiter Ullrich, der inzwischen Kögler aufsucht, um sich von ihm ein angebliches Alibi Krützefelds bestätigen zu lassen, wird von Kögler mit einer Waffe bedroht und niedergeschossen. Inzwischen ist die Polizei eingetroffen. Kögler versucht mit dem Auto zu fliehen. Auf der Flucht gerät der Wagen in Brand, doch er kann unversehrt aus dem brennenden Fahrzeug befreit und festgenommen werden.

## Sonstiges
Ein Toter zuviel war die vorerst letzte Folge der Serie, ehe sie ab 1999 mit sechs weiteren Episoden ein kurzes Comeback erlebte. Der Titel wird in Vor- und Abspann genannt.
Die Handlung wird zum Teil durch Rückblenden erzählt. Off-Sprecher sind Heinz Engelmann als Kommissar Schilling und Dirk Dautzenberg als Josef Krützefeld.
Die Folge ist in einer 2013 erschienenen DVD-Box mit sämtlichen Stahlnetz-Folgen enthalten.